# Moussa M'Bengue
Moussa M'Bengue (13 gennaio 1955) è un ex cestista senegalese.

## Carriera
Con il Senegal ha disputato i Giochi olimpici di Mosca 1980, segnando 7 punti in 6 partite.